# Pinezići (Krk)
Pour les articles homonymes, voir Pinezići.
Pinezići est une localité de Croatie située sur l'île de Krk et dans la municipalité de Krk, comitat de Primorje-Gorski Kotar. En 2001, la localité comptait 134 habitants.

## Démographie
| 1948 | 1953 | 1961 | 1971 | 1981 | 1991 | 2001 |
| ---- | ---- | ---- | ---- | ---- | ---- | ---- |
| 102  | 110  | 104  | 87   | 78   | 96   | 134  |